# Lasionycta decreta
Lasionycta decreta là một loài bướm đêm thuộc họ Noctuidae. Nó được tìm thấy ở Trung Quốc.